# پوکاپوکا

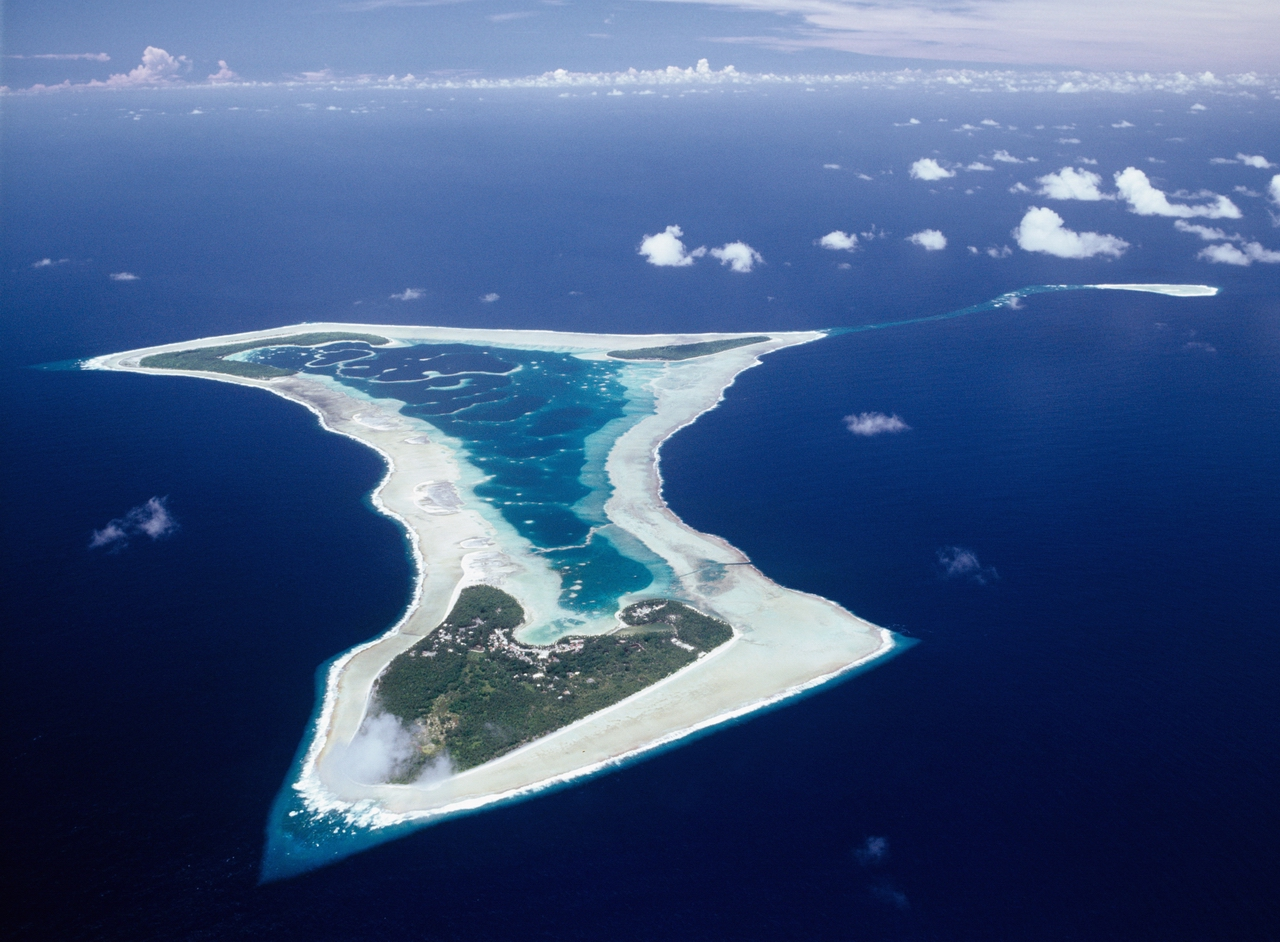
تصویر هوایی پوکاپوکا

پوکاپوکا (انگلیسی: Pukapuka) یک مرجان آب‌سنگ حلقوی در جزایر کوک است. این جزیره در سال ۲۰۰۱ میلادی ۶۶۴ نفر جمعیت داشت ولی از سال ۲۰۰۵ جمعیت آن به کمتر از ۵۰۰ نفر کاهش یافته‌است.